# Andrássy István (zoológus)
Andrássy István (Szolnok, 1927. május 5. – Budapest, 2012. augusztus 4.) magyar zoológus, biológus, egyetemi tanár. A biológiai tudományok kandidátusa (1956), a biológiai tudományok doktora (1973). Az Opuscula Zoologoica főszerkesztője, az International Journal of Nematology (Luton), a Journal of Nematode Systematics (Jaen) és az International Journal of Speleology (Róma) szerkesztője volt.

## Életpályája
Szülei: Andrássy István és Szokolay Terézia voltak. 1946-ban érettségizett a Ciszterci Szent Imre Gimnáziumban. 1950-ben végzett a Pázmány Péter Tudományegyetemen mint muzeológus. 1950–1952 között a Magyar Természettudományi Múzeum munkatársa volt. 1952-től az ELTE állatrendszertani és ökológiai tanszék munkatársa, majd tudományos tanácsadója volt. 1974-től címzetes egyetemi tanár volt. 1980-ban a Szovjetunió Helmintológiai Társaságának tiszteletbeli tagjává választották. 2006-ban nyugdíjba vonult.
Kutatási területe a zoológia, közelebbről: az erdei és mezőgazdasági talajok élővilága, különös tekintettel a talajban és a növényeken élő férgekre. Több mint 200 tudományos munka és 6 könyv szerzője volt.

## Díjai
- „A mezőgazdaság kiváló dolgozója” (1972)
- Akadémiai Díj (1987)
- Huzella Tivadar-díj (1987)
- Szkrjabin-emlékdíj (1988)
- Gelei József-díj (1998)
- ELTE Aranydiploma (2000)
- American Medal of Honor (2002)